# Первая зелень
«Первая зелень» — картина русского художника Ильи Остроухова (1858—1929), написанная в 1887 году (в некоторых источниках указываются 1887—1888 годы или 1888 год). Принадлежит Государственной Третьяковской галерее (инв. 1468). Размер картины — 71 × 105 см.

## История
Картина «Первая зелень» была представлена в 1888 году в Москве. В том же 1888 году картина была приобретена у автора Павлом Третьяковым. Полотно также экспонировалось на 17-й выставке Товарищества передвижных художественных выставок («передвижников»), проходившей в 1889—1890 годах в Петербурге и Москве. Остроухов поставил датировку картины в процессе подготовки к своей персональной выставке, которая проходила в 1925 году в Москве.

## Описание
Картина «Первая зелень» отличается тщательным построением композиции и продуманностью деталей. На первом плане — молодые берёзки с только начавшими распускаться листьями интенсивно-зелёного цвета, а также земля, покрытая сочной травой. При переходе ко второму плану зелень этой травы становится менее интенсивной и насыщенной. В спокойной водной поверхности реки отражаются стволы деревьев. Линия реки уходит вдаль и упирается в лес, который замыкает пространство пейзажа.

## Отзывы и критика
Художник Игорь Грабарь отмечал, что появившаяся через год после «Золотой осени» картина Ильи Остроухова «Первая зелень» «обратила на себя всеобщее внимание, выдвинув автора в первые ряды русских пейзажистов».
Искусствовед Фаина Мальцева писала, что в картине «Первая зелень» Остроухов «снова обращается к мотиву ранней весны, но в этом произведении пробуждение природы уже выражено более многогранно, чем в его пейзаже 1885 года „Последний снег“».
Искусствовед Юрий Русаков отмечал, что в картине «Первая зелень» художнику удалось прекрасно передать «свежесть и холодок, разлитые в природе».